# Юзефівська волость (Чигиринський повіт)
Юзефівська волость — адміністративно-територіальна одиниця Чигиринського повіту Київської губернії з центром у селі Юзефівка.
Станом на 1886 рік складалася з 4 поселень, 5 сільських громад. Населення — 3994 осіб (1960 чоловічої статі та 1960 — жіночої), 717 дворових господарства.
Наприкінці 1880-х років була ліквідована, село Юзефівка увійшло до складу Златопільської волості, інші поселення — до Оситнязької волості.
|                     | Площа, десятин | У тому числі орної, десятин |
| ------------------- | -------------- | --------------------------- |
| Сільських громад    | 2047           | 1509                        |
| Приватної власності | 4075           | 3807                        |
| Іншої власності     | 99             | 90                          |
| Загалом             | 6221           | 5406                        |

Поселення волості:
- Юзефівка (Кошарка) — колишнє власницьке село за 90 верст від повітового міста, 588 осіб, 124 двори, православна церква, 2 постоялих будинки. За 2 версти — бурякоцукровий завод з лікарнею, постоялим будинком і лавкою.
- Капітанівка — колишнє власницьке село, 752 особи, 202 двори, православна церква, школа, постоялий будинок.
- Тишківка — колишнє власницьке село, 1490 осіб, 283 двори, православна церква, школа та 3 постоялих будинки.